# Revolution Radio (singolo Green Day)
Revolution Radio è il terzo singolo estratto dall'album omonimo del gruppo punk rock statunitense Green Day, pubblicato il 16 maggio 2017.

## Video musicale
Del brano sono stati pubblicati due video. Il primo è stato il lyric video, pubblicato il 9 settembre 2016. Dopo la pubblicazione del brano come singolo, il 12 giugno 2017 viene reso disponibile anche il videoclip ufficiale.

## Formazione
- Billie Joe Armstrong – chitarra, voce
- Mike Dirnt – basso
- Tré Cool – batteria

## Classifiche
| Classifica (2016/17)          | Posizione massima |
| ----------------------------- | ----------------- |
| Canada (rock)                 | 11                |
| Regno Unito (rock & metal)    | 6                 |
| Stati Uniti (alternative)     | 21                |
| Stati Uniti (mainstream rock) | 9                 |
| Stati Uniti (rock)            | 22                |